# Relaciones Nueva Zelanda-Tonga
Las relaciones Nueva Zelanda-Tonga son las relaciones bilaterales entre la Nueva Zelanda y el Reino de Tonga. Tonga tiene un consulado general en Auckland, y Nueva Zelanda una Alta Comisión en Nukualofa. Ambas naciones son miembros de la Comunidad de Naciones, el Foro de las Islas del Pacífico y las Naciones Unidas. 

## Historia
Tanto Nueva Zelanda como Tonga pertenecen al Triángulo Polinesio y los maoríes nativos de Nueva Zelanda comparten similitudes genéticas y culturales con la población tongana. En el siglo XIX, el contacto entre los dos países se renovó desde la colonización británica de Nueva Zelanda, a partir de la década de 1840, cuando hubo correspondencia entre el rey Jorge Tupou I y el gobernador de Nueva Zelanda, George Gray; buscando asesoría en derecho y gobierno. En 1918, la pandemia de gripe llegó a Tonga gracias a un barco proveniente desde Nueva Zelanda. El virus mató a aproximadamente 1.800 tonganos, lo que refleja una tasa de mortalidad de alrededor del ocho por ciento.
Durante la Primera Guerra Mundial, soldados tonganos sirvieron en los batallones maoríes y regulares del Ejército de neozelandés. En 1947, con la Ley de Adopción del Estatuto de Westminster, Nueva Zelanda se convirtió en efecto en una nación independiente del Reino Unido. En 1967, el primer ministro de Nueva Zelanda, Keith Holyoake, visitó Tonga con motivo de la coronación del rey de ese país, Taufa'ahau Tupou IV.

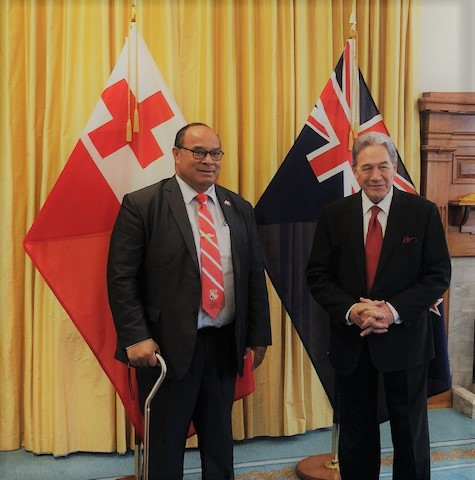
Pōhiva Tu'i'onetoa con Winston Peters, ministro de Asuntos Exteriores de Nueva Zelanda en 2019.

En junio de 1970, Tonga dejó de ser un territorio bajo la administración británica. Ese mismo año, estableció relaciones diplomáticas con Nueva Zelanda. Inicialmente, éste estaba acreditada ante Tonga desde su alta comisión en Apia, Samoa. Sin embargo, en 1974, abrió una alta comisión residente en Nukualofa, capital del reino de Tonga. Desde el establecimiento de las relaciones diplomáticas, las relaciones bilaterales entre ambas naciones han crecido constantemente. En 2008, la primera ministra neozelandesa, Helen Clark, asistió a la coronación del rey, Jorge Tupou V. En 2009, Tonga abrió su primera alta comisión en Wellington, sin embargo, la misma fue cerrada en 2012 debido a razones financieras. Más tarde se abrió un consulado general en Auckland.
En marzo de 2018, la primera ministra de Nueva Zelanda, Jacinda Ardern, y el ministro de Relaciones Exteriores, Winston Peters, encabezaron una misión del Pacífico a Tonga. Durante su estadía en el reino, la jefa del gobierno neozelandés anunció un paquete de recuperación de $10 millones para los afectados por el ciclón Gita. En marzo de 2019, los reyes Tupou VI y Nanasipauʻu Tukuʻaho realizaron una visita de Estado a Nueva Zelanda.  
En 2020, se cumplen 50 años del establecimiento de las relaciones diplomáticas entre ambos países.

## Migración
En Nueva Zelanda existe una comunidad de aproximadamente 60 mil personas tonganas, la cual es la más grande fuera de Tonga.

## Intercambio comercial
En 2018, el comercio entre ambas naciones totalizó $ 240 millones de dólares neozelandeses. Las principales exportaciones de Nueva Zelanda a Tonga incluyen: servicios de viaje, maquinaria mecánica, productos lácteos, madera y carne. Mientras que las principales exportaciones de Tonga a Nueva Zelanda incluyen: servicios de viaje, verduras, frutas y nueces. 